# حديقة حسية

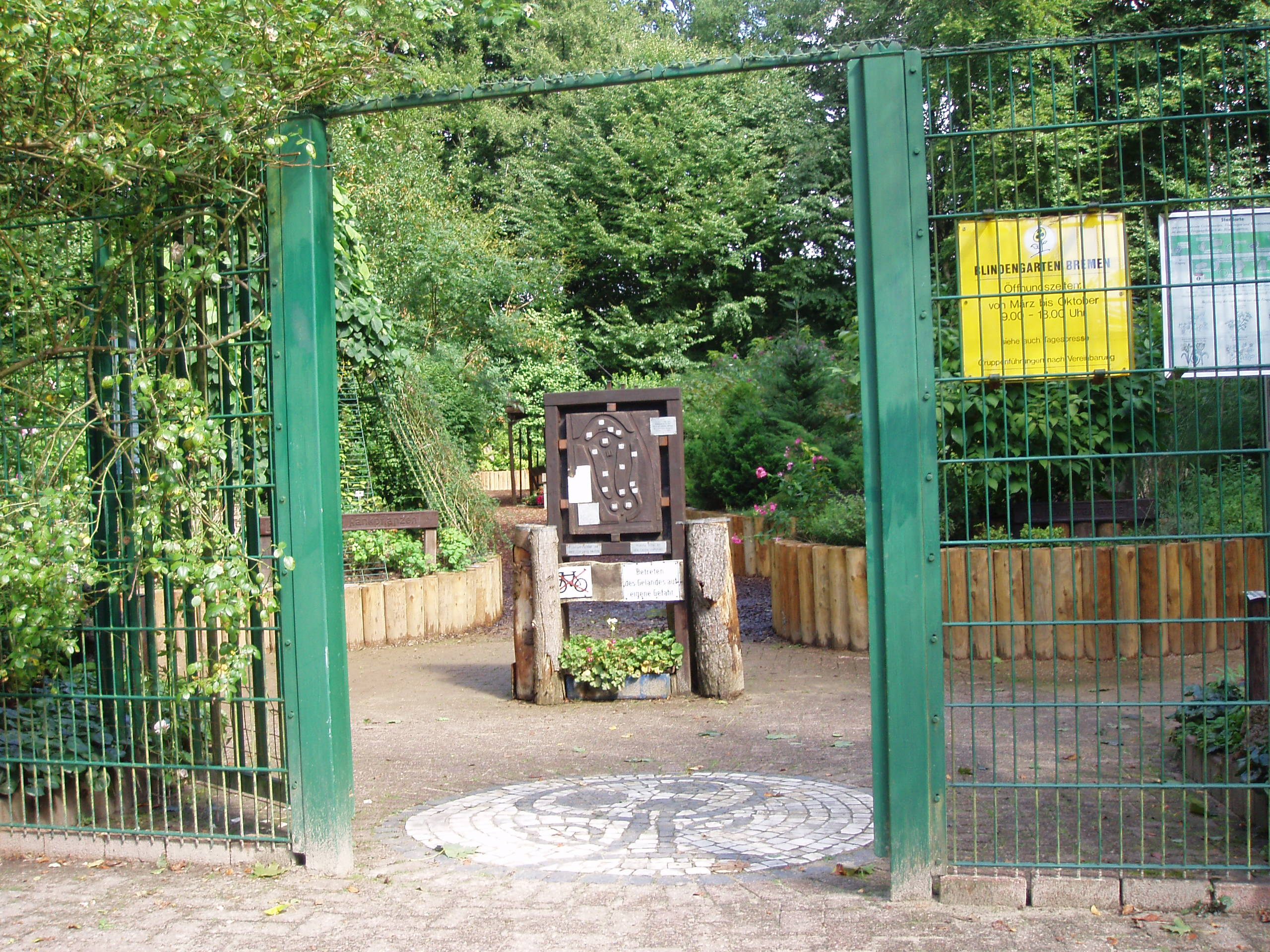
حديقة حسية في بريمن

الحديقة الحسية هي نوع من أنواع الحدائق أو غيرها من الأماكن المصممة خصيصًا حتى تكون متاحة أمام الزوار وممتعة لهم، سواء أكان هؤلاء الزوار من ذوي الإعاقة أم من غيرهم. ويعد الهدف من إنشاء مثل هذا النوع من الحدائق تقديم فرص حسية فردية ومجتمعة للمستخدم لا يمكنه الحصول عليها من التجارب العادية.
فالحديقة الحسية على سبيل المثال قد تحتوي على ميزات للأشخاص من ذوي الإعاقة مثل: النباتات العطرية والصالحة للأكل، والتماثيل المنحوتة والدرابزين، وعروض المياه المصممة لإصدار أصوات واللعب بها، ومنصات لمس، وشاشات عدسة مكبرة، ووصف دارة حث سمعية وبطريقة برايل. ووفقًا لفئة المستخدم، قد تمزج الميزات الأخرى بين الصوت والموسيقى بحيث تجمع احتياجات اللعب للمستخدمين الأصغر سنًا واحتياجاتهم الحسية.
تكرس العديد من الحدائق الحسية نفسها لتقديم تجربة للحواس المتعددة؛ فتلك المتخصصة في الرائحة تعرف في بعض الأحيان باسم الحدائق العطرية، وتلك المتخصصة في الموسيقى/الصوت تعرف بحدائق الصوت حيث يتم مضاعفة المعدات لتوفير فرصة معززة للنتائج التنموية، والتعليمية والتربوية الاستراتيجية.
عادة ما تتميز الحدائق الحسية ببنية تحتية معززة للسماح بدخول الكراسي المتحركة وغيرها من متطلبات الوصول الأخرى؛ ويوفر التصميم والتخطيط رحلة مثيرة للحواس، وزيادة الوعي، وتقديم خبرات تعلم إيجابية.

## معرض صور

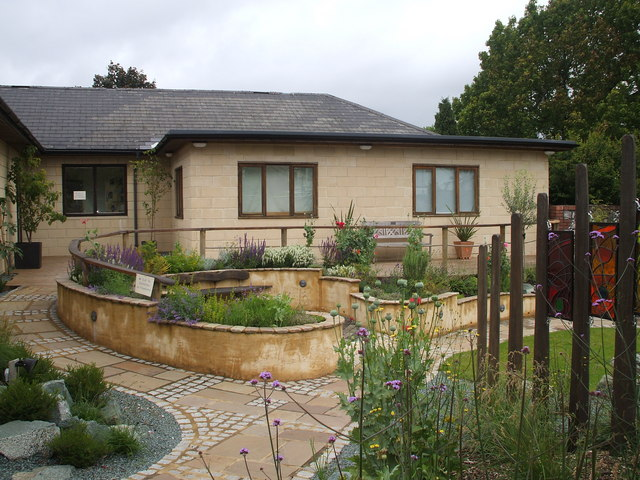
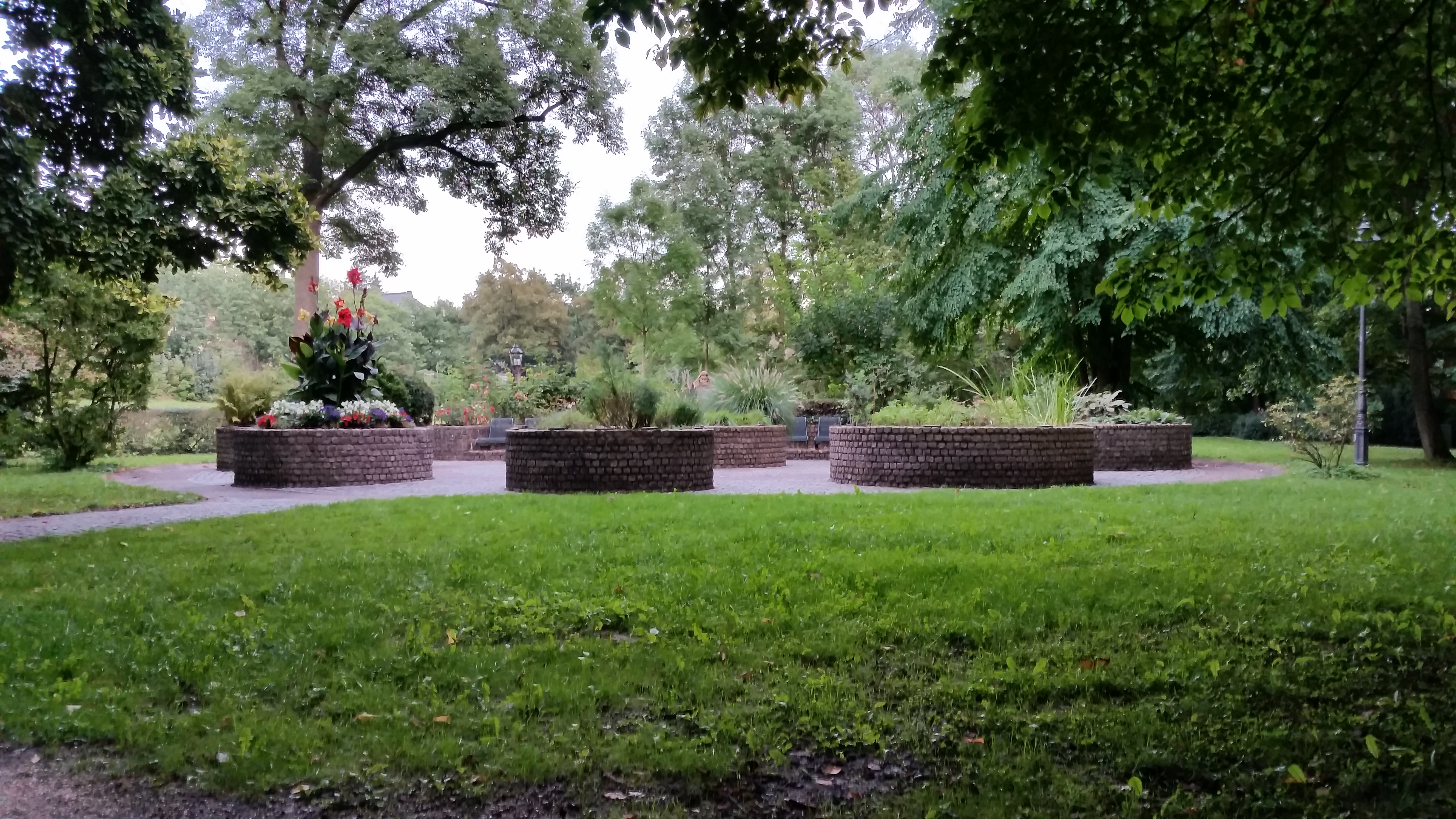
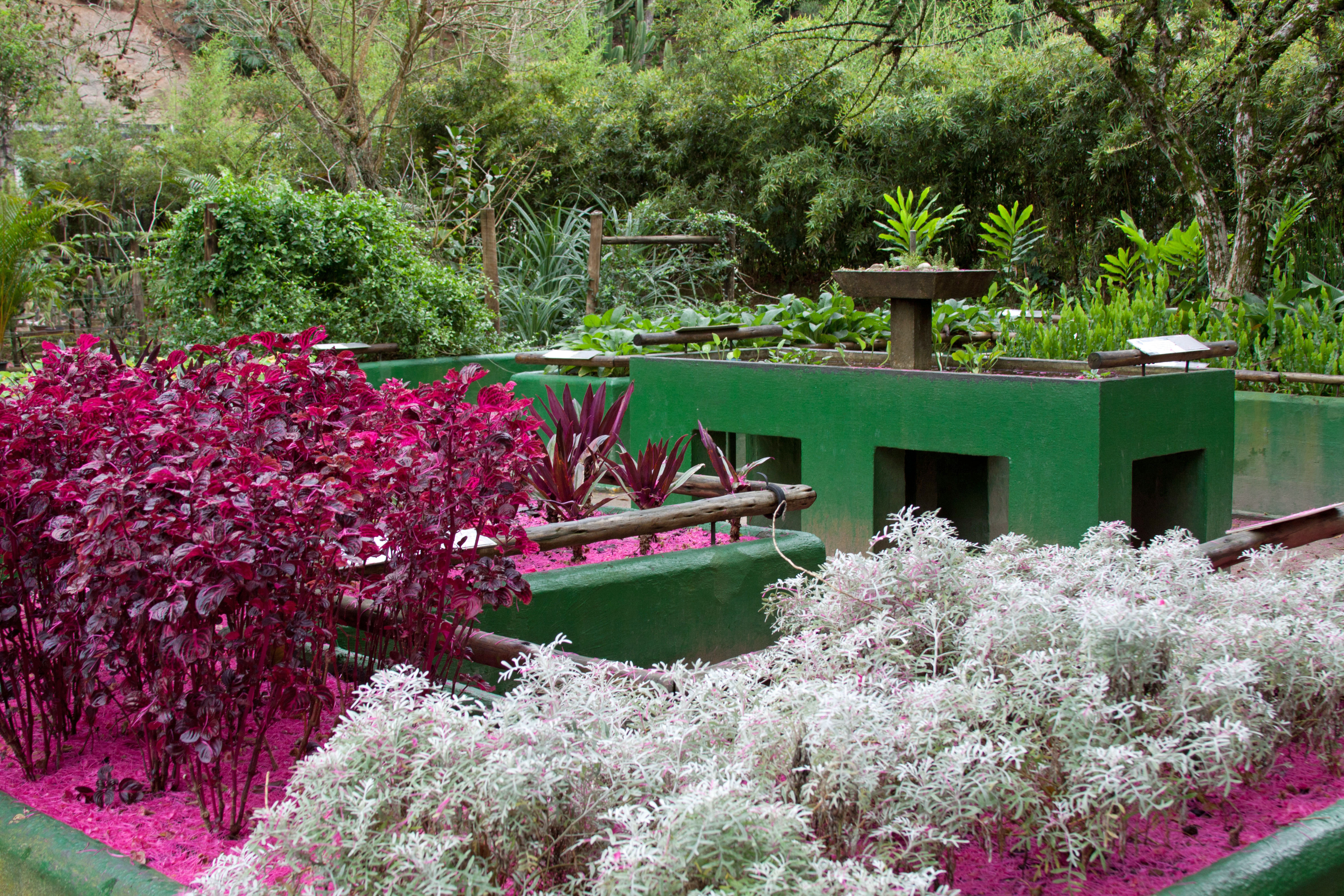
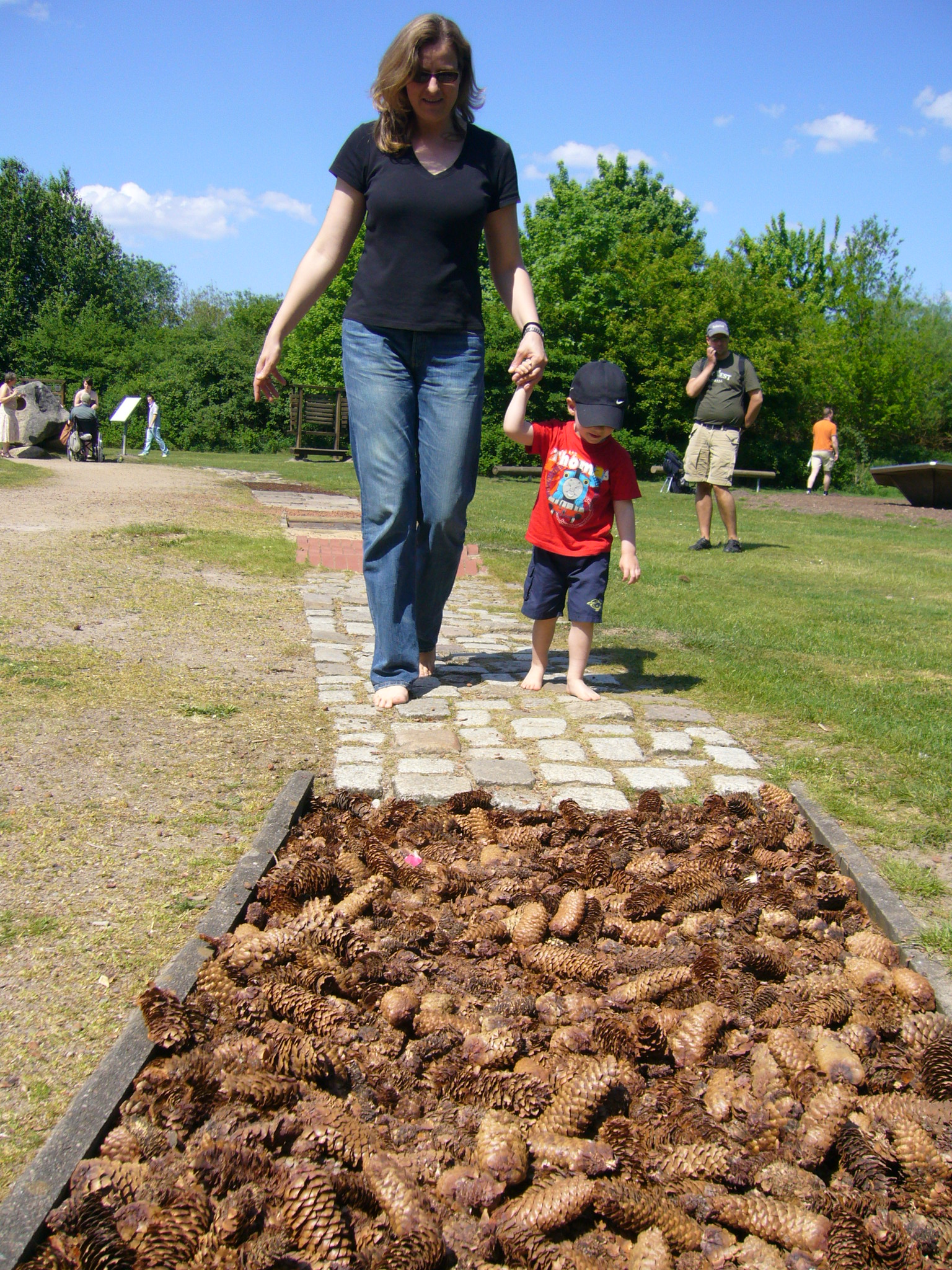

## وصلات خارجية
- مشروع الحديقة الحسية
- مصممو الحدائق الحسية
- حديقة العلاج بالموسيقى